# دشمن حیات (فیلم)
دشمن حیات (به هندی: Jaani Dushman) یا قاتل عروس‌ها فیلمی محصول سال ۱۹۷۹ و به کارگردانی راجکومار کوهلی است. در این فیلم بازیگرانی همچون سونیل دات، شاتورگان سینها، جیتندرا، رینا روی، وینود مهرا، ریکا، نیتو سینگ، بیندیا گوسوامی، آمریش پوری، راضا مراد، شاکتی کاپور ایفای نقش کرده‌اند.
در سال ۲۰۰۲ فیلمی با نام دشمن بزرگ ساخته شد.

## خلاصه داستان
جوالا پرساد در روز عروسی اش در حای که همسرش لباس قرمز پوشیده‌است با خوردن شیر تبدیل به هیولا می‌شود و این حادثه برای عروس‌ها در سال‌های بعد هم تکرار می‌شود و…